# Liste der Monuments historiques in Katzenthal
Die Liste der Monuments historiques in Katzenthal führt die Monuments historiques in der französischen Gemeinde Katzenthal auf.

## Liste der Bauwerke
| Bezeichnung | Beschreibung                                                                              | Standort                  | Kennzeichnung | Schutzstatus | Datum     | Bild           |
| ----------- | ----------------------------------------------------------------------------------------- | ------------------------- | ------------- | ------------ | --------- | -------------- |
| Burg Wineck | Ruine einer Höhenburg, Anfang des 13. Jahrhunderts, Mitte des 15. Jahrhunderts aufgegeben | westlich des Ortes (Lage) | PA00085470    | Inscrit      | 1984 1991 | weitere Bilder |
| Schlössle   | Adelshof der von Rathsamhausen; Treppenturm bezeichnet 1595                               | 19 Grand Rue (Lage)       | PA00085748    | Inscrit      | 1990      | weitere Bilder |

## Liste der Objekte
| Bezeichnung                | Beschreibung                              | Standort                        | Kennzeichnung | Schutzstatus | Datum | Bild |
| -------------------------- | ----------------------------------------- | ------------------------------- | ------------- | ------------ | ----- | ---- |
| Skulptur Heiliger Nikolaus | Holz, Anfang des 16. Jahrhunderts         | in der Kirche St-Nicolas (Lage) | PM68000132    | Classé       | 1978  |      |
| Ziborium                   | Silber, Ende des 17. Jahrhunderts         | in der Kirche St-Nicolas (Lage) | PM68000130    | Classé       | 1978  |      |
| Monstranz                  | Silber, erste Hälfte des 19. Jahrhunderts | in der Kirche St-Nicolas (Lage) | PM68000131    | Classé       | 1978  |      |